# Památník Operace Anthropoid

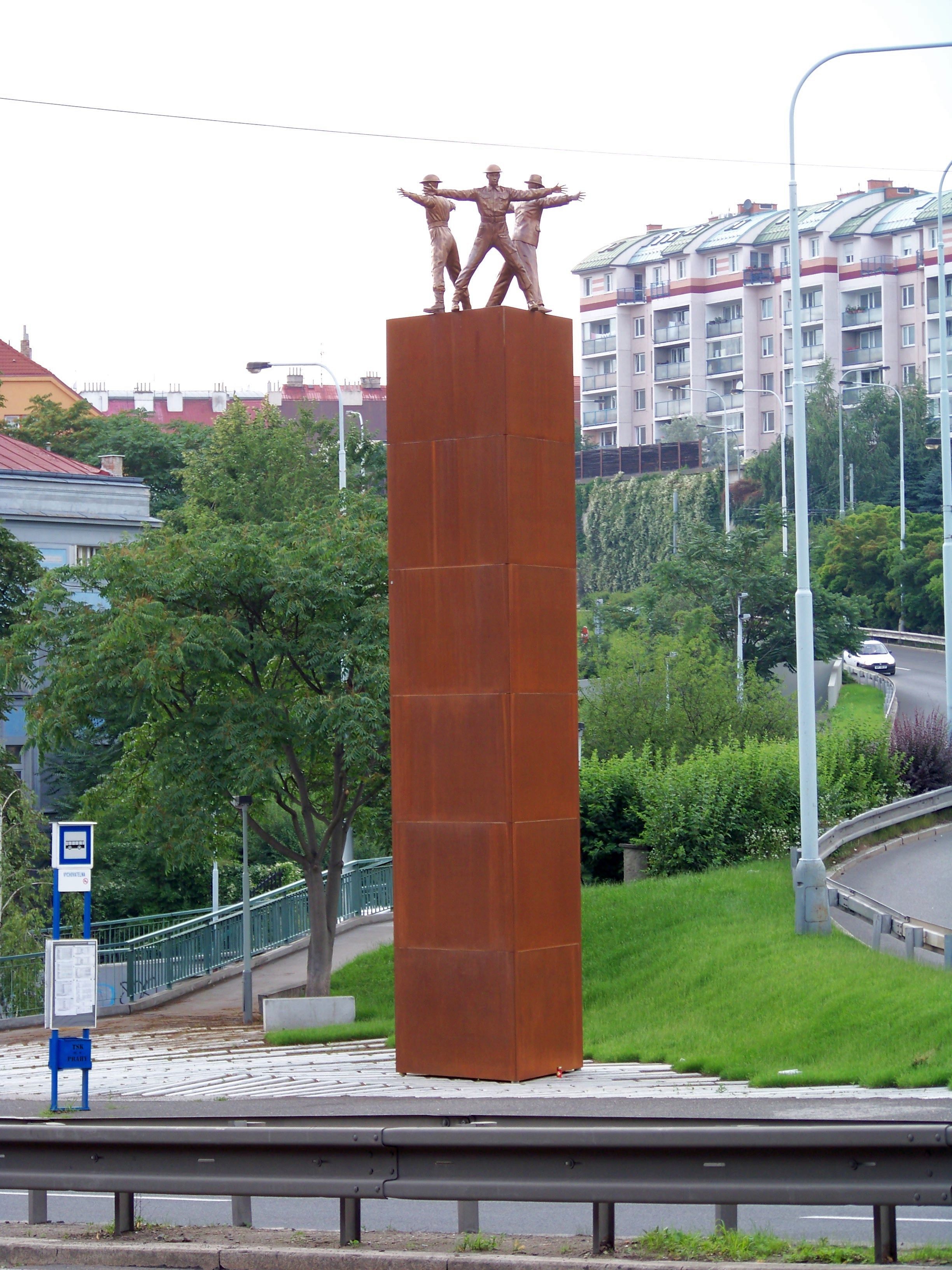
Celý pomník

Památník Operace Anthropoid stojí v Praze-Libni poblíž mimoúrovňové křižovatky Vychovatelna, nedaleko místa události – pravotočivé zatáčky, spojky mezi ulicemi Zenklova a V Holešovičkách). Připomíná československé parašutisty, kteří v těchto místech provedli 27. května 1942 atentát na Heydricha (krycí název Operace Anthropoid). Tehdy příslušníci desantu Anthropoid společně s rtm. Valčíkem, příslušníkem desantu Silver A, a npor. Opálkou příslušníkem desantu Out Distance, úspěšně zaútočili na vozidlo zastupujícího říšského protektora Reinharda Heydricha. Splnili tím rozkaz vydaný československou exilovou vládou v Londýně.

## Podoba pomníku
Na podobu pomníku v blízkosti autobusové zastávky a mimoúrovňové křižovatky Vychovatelna na Prosecké radiále (ulici V Holešovičkách), před vyústěním sjezdové rampy ze Zenklovy ulice do ulice V Holešovičkách, vypsala městská část Praha 8 soutěž, kterou vyhrál návrh dvou sochařů Davida Moješčíka a Michala Šmerala a architektů Jiřího Gulbise a Miroslavy Tůmové. Základní kámen byl položen 27. května 2008.
Pomník tvoří devět metrů vysoký ocelový sloup z cortenové oceli tmavě červené barvy ve tvaru trojbokého hranolu. Trojúhelníkový průřez podstavce je symbolickým odkazem na klín československé vlajky. Na vrcholu podstavce stojí zády k sobě tři postavy s roztaženými pažemi. Symbolicky znázorňují protinacistický odboj – dvě z nich mají na hlavách helmy a představují československé výsadkáře a jedna (v klobouku) připomíná civilní obyvatele, kteří jim v odboji pomáhali.

## Odhalení pomníku
Dokončený památník byl slavnostně odhalen 27. května 2009, přesně v 10.35 hodin tj. 67 roků po provedení atentátu. Slavnostního odhalení se zúčastnili zástupci radnice Prahy 8, Vojenského historického ústavu a pamětníci 2. světové války. V Libeňském zámku byla ten den zahájena výstava s názvem Od Mnichova k atentátu. Součástí oslav byl i vzpomínkový akt na Ďáblickém hřbitově.